# Coupe d'Europe des vainqueurs de coupe masculine de handball 1975-1976
Navigation
Coupe des coupes 1976-1977
La Coupe d'Europe des vainqueurs de coupe masculine de handball 1975-1976 est la 1re édition de la Coupe d'Europe des vainqueurs de coupe masculine de handball.
Organisée par la Fédération internationale de handball (IHF), la compétition est, en principe, ouverte aux clubs ayant remporté leur coupe nationale la saison 1974-1975 ou, à défaut, les clubs ayant terminé à la deuxième place de leur championnat national. À noter l'absence des clubs soviétiques, est-allemands, polonais, roumains, tchécoslovaque et hongrois en raison de la préparation des Jeux olympiques 1976 et du fait qu'il s'agit d'une nouvelle compétition. Ainsi, seuls 16 clubs participent à la compétition.
Elle est remportée par le club espagnol du BM Granollers, vainqueur en finale du club ouest-allemand du Grün-Weiß Dankersen.

## Résultats

### Huitièmes de finale
| Équipe 1             | Score   | Équipe 2                 | Aller | Retour |
| -------------------- | ------- | ------------------------ | ----- | ------ |
| BM Granollers        | 43 – 34 | Västra Frölunda IF       | 20-15 | 23-19  |
| Red Boys Differdange | 30 – 55 | AHC'31 Amsterdam         | 14-28 | 16-27  |
| Oppsal IF            | 36 – 26 | FH Hafnarfjörður         | 19-11 | 17-15  |
| Hapoël Ramat Gan     | 27 – 31 | PUC Paris                | 14-15 | 13-16  |
| East Kilbride HC     | 24 – 78 | Progrès Seraing          | 17-43 | 07-35  |
| BSV Berne            | 46 – 45 | Étoile rouge de Belgrade | 21-19 | 25-26  |
| FIF Copenhague       | 49 – 36 | Sporting CP Lisbonne     | 25-14 | 24-22  |
| UHC Salzbourg        | 28 – 47 | Grün-Weiß Dankersen      | 13-28 | 15-19  |

Remarque : les deux matchs opposant le Hapoël Ramat Gan au PUC Paris se sont joués en Israël,.

### Quarts de finale
| Équipe 1         | Score   | Équipe 2            | Aller | Retour |
| ---------------- | ------- | ------------------- | ----- | ------ |
| AHC'31 Amsterdam | 42 – 49 | BM Granollers       | 27-31 | 15-18  |
| Progrès Seraing  | 15 – 38 | Oppsal IF           | 09-11 | 06-27  |
| PUC Paris        | 39 – 40 | BSV Berne           | 20-16 | 19-24  |
| FIF Copenhague   | 30 – 41 | Grün-Weiß Dankersen | 17-14 | 13-27  |

### Demi-finales
| Équipe 1  | Score   | Équipe 2            | Aller | Retour |
| --------- | ------- | ------------------- | ----- | ------ |
| Oppsal IF | 28 – 30 | BM Granollers       | 13-15 | 15-15  |
| BSV Berne | 28 – 37 | Grün-Weiß Dankersen | 13-15 | 15-22  |

### Finale
La finale s'est disputée sur un seul match le 10 avril 1976 à Granollers en Espagne. A domicile, le BM Granollers parvient à s’imposer face au Grün-Weiß Dankersen après prolongation (21-21 à la fin du temps réglementaire et 10-9 à la mi-temps).
| Équipe 1      | Score     | Équipe 2            | Aller | Retour |
| ------------- | --------- | ------------------- | ----- | ------ |
| BM Granollers | 26 – 24ap | Grün-Weiß Dankersen | -     | -      |